# The Best FIFA Football Awards 2024
O The Best FIFA Football Awards 2024 (Prémios FIFA de Melhores do Futebol 2024 (português europeu) ou Prêmios FIFA de Melhores do Futebol 2024 (português brasileiro)) foi a nona edição do evento anual realizado pela Federação Internacional de Futebol (FIFA), e ocorreu em 17 de dezembro de 2024, em Doha.

## Vencedores e indicados

### Melhor Jogador de Futebol Masculino
Onze jogadores foram inicialmente selecionados, em 28 de novembro de 2024.
Vinícius Júnior ganhou o prêmio com 48 pontos marcados, cinco pontos a mais do que Rodri. Jude Bellingham completou o pódio com 37 pontos.
Os critérios de seleção dos jogadores e treinadores masculinos foram: respectivas conquistas durante o período de junho de 2023 a maio de 2024.
| Pos.              | Jogador           | Clube               | Seleção    | Pontos     |
| Finalistas        | Finalistas        | Finalistas          | Finalistas | Finalistas |
| ----------------- | ----------------- | ------------------- | ---------- | ---------- |
| 1                 | Vinícius Júnior   | Real Madrid         | Brasil     | 48         |
| 2                 | Rodri             | Manchester City     | Espanha    | 43         |
| 3                 | Jude Bellingham   | Real Madrid         | Inglaterra | 37         |
| Outros candidatos |                   |                     |            |            |
| 4                 | Dani Carvajal     | Real Madrid         | Espanha    | 31         |
| 5                 | Lamine Yamal      | Barcelona           | Espanha    | 30         |
| 6                 | Lionel Messi      | Inter Miami         | Argentina  | 25         |
| 7                 | Toni Kroos        | Real Madrid         | Alemanha   | 18         |
| 8                 | Erling Haaland    | Manchester City     | Noruega    | 18         |
| 9                 | Kylian Mbappé     | Paris Saint-Germain | França     | 14         |
| 10                | Florian Wirtz     | Bayer Leverkusen    | Alemanha   | 8          |
| 11                | Federico Valverde | Real Madrid         | Uruguai    | 4          |

### Melhor Goleiro de Futebol Masculino
Sete jogadores foram inicialmente selecionados, em 27 de novembro de 2024.
Os critérios de seleção dos jogadores e treinadores masculinos foram: respectivas conquistas no período de 21 de agosto de 2023 a 10 de agosto de 2024.
Emiliano Martínez conquistou o prêmio com 26 pontos.
| Pos.              | Jogador              | Clube               | Seleção    | Pontos     |
| Finalistas        | Finalistas           | Finalistas          | Finalistas | Finalistas |
| ----------------- | -------------------- | ------------------- | ---------- | ---------- |
| 1                 | Emiliano Martínez    | Aston Villa         | Argentina  | 26         |
| 2                 | Ederson              | Manchester City     | Brasil     | 16         |
| 3                 | Unai Simón           | Athletic Bilbao     | Espanha    | 13         |
| Outros candidatos |                      |                     |            |            |
| 4                 | Andriy Lunin         | Real Madrid         | Ucrânia    | 11         |
| 5                 | David Raya           | Arsenal             | Espanha    | 5          |
| 6                 | Gianluigi Donnarumma | Paris Saint-Germain | Itália     | 1          |
| 7                 | Mike Maignan         | Milan               | França     | 0          |

### Melhor Treinador de Futebol Masculino
Cinco treinadores foram inicialmente selecionados, em 28 de novembro de 2024.
Os critérios de seleção dos jogadores e treinadores masculinos foram: respectivas conquistas no período de 21 de agosto de 2023 a 10 de agosto de 2024.
Carlo Ancelotti conquistou o prêmio com 26 pontos.
| Pos.              | Jogador           | Clube            | Pontos     |
| Finalistas        | Finalistas        | Finalistas       | Finalistas |
| ----------------- | ----------------- | ---------------- | ---------- |
| 1                 | Carlo Ancelotti   | Real Madrid      | 26         |
| 2                 | Xabi Alonso       | Bayer Leverkusen | 22         |
| 3                 | Pep Guardiola     | Manchester City  | 10         |
| Outros candidatos |                   |                  |            |
| 4                 | Luis de la Fuente | Espanha          | 9          |
| 5                 | Lionel Scaloni    | Argentina        | 5          |

### Melhor Jogadora de Futebol Feminino
Dezesseis jogadoras foram inicialmente selecionadas, em 28 de novembro de 2024.
Os critérios de seleção das jogadoras e treinadoras femininas foram: respectivas conquistas no período de 21 de agosto de 2023 a 10 de agosto de 2024.
Aitana Bonmatí conquistou o prêmio com 52 pontos.
| Pos.              | Jogador                | Clube                         | Seleção        | Pontos     |
| Finalistas        | Finalistas             | Finalistas                    | Finalistas     | Finalistas |
| ----------------- | ---------------------- | ----------------------------- | -------------- | ---------- |
| 1                 | Aitana Bonmatí         | Barcelona                     | Espanha        | 52         |
| 2                 | Barbra Banda           | Shangai Shengli Orlando Pride | Zâmbia         | 39         |
| 3                 | Caroline Graham Hansen | Barcelona                     | Noruega        | 37         |
| Outros candidatos |                        |                               |                |            |
| 4                 | Lindsey Horan          | Lyon                          | Estados Unidos | 26         |
| 5                 | Lucy Bronze            | Barcelona Chelsea             | Inglaterra     | 23         |
| 6                 | Salma Paralluelo       | Barcelona                     | Espanha        | 22         |
| 7                 | Tabitha Chawinga       | Paris Saint-Germain Lyon      | Malawi         | 20         |
| 8                 | Khadija Shaw           | Manchester City               | Jamaica        | 19         |
| 9                 | Ona Batlle             | Barcelona                     | Espanha        | 19         |
| 10                | Naomi Girma            | San Diego Wave                | Estados Unidos | 9          |
| 11                | Mariona Caldentey      | Barcelona Arsenal             | Espanha        | 6          |
| 12                | Sophia Smith           | Portland Thorns               | Estados Unidos | 4          |
| 13                | Keira Walsh            | Barcelona                     | Inglaterra     | 1          |
| 14                | Trinity Rodman         | Washington Spirit             | Estados Unidos | 0          |
| 15                | Mallory Swanson        | Chicago Red Stars             | Estados Unidos | 0          |
| 16                | Lauren Hemp            | Manchester City               | Inglaterra     | 0          |

### Melhor Goleira de Futebol Feminino
Cinco jogadoras foram inicialmente selecionados, em 28 de novembro de 2024.
Os critérios de seleção das jogadoras e treinadoras femininas foram: respectivas conquistas no período de 21 de agosto de 2023 a 10 de agosto de 2024.
Alyssa Naeher ganhou o prêmio com 26 pontos.
| Pos.              | Jogador           | Clube                                 | Seleção        | Pontos     |
| Finalistas        | Finalistas        | Finalistas                            | Finalistas     | Finalistas |
| ----------------- | ----------------- | ------------------------------------- | -------------- | ---------- |
| 1                 | Alyssa Naeher     | Chicago Red Stars                     | Estados Unidos | 26         |
| 2                 | Catalina Coll     | Barcelona                             | Espanha        | 22         |
| 3                 | Mary Earps        | Manchester United Paris Saint-Germain | Inglaterra     | 11         |
| Outros candidatos |                   |                                       |                |            |
| 4                 | Ann-Katrin Berger | Chelsea NJ/NY Gotham FC               | Alemanha       | 9          |
| 5                 | Ayaka Yamashita   | INAC Kobe Leonessa Manchester City    | Japão          | 4          |

### Melhor Treinador(a) de Futebol Feminino
Oito treinadores foram inicialmente selecionados, em 28 de novembro de 2024.
Os critérios de seleção das jogadoras e treinadoras femininas foram: respectivas conquistas no período de 21 de agosto de 2023 a 10 de agosto de 2024.
Emma Hayes ganhou o prêmio com 23 pontos.
| Pos.              | Jogador             | Clube                       | Pontos     |
| Finalistas        | Finalistas          | Finalistas                  | Finalistas |
| ----------------- | ------------------- | --------------------------- | ---------- |
| 1                 | Emma Hayes          | Chelsea Estados Unidos      | 23         |
| 2                 | Jonatan Giráldez    | Barcelona Washington Spirit | 20         |
| 3                 | Arthur Elias        | Corinthians Brasil          | 13         |
| Outros candidatos |                     |                             |            |
| 4                 | Sonia Bompastor     | Lyon Chelsea                | 12         |
| 5                 | Futoshi Ikeda       | Japão                       | 2          |
| 6                 | Elena Sadiku        | Celtic                      | 2          |
| 7                 | Gareth Taylor       | Manchester City             | 0          |
| 8                 | Sandrine Soubeyrand | Paris                       | 0          |

### Prêmio FIFA Ferenc Puskás
Os onze jogadores inicialmente selecionados para o prêmio foram anunciados, em 28 de novembro de 2024. Todos os gols considerados foram marcados de 21 de agosto de 2023 a 10 de agosto de 2024.
Alejandro Garnacho conquistou o prêmio com 26 pontos.
| Jogador            | Partida                                   | Competição                                        | Data                    |
| Finalistas         | Finalistas                                | Finalistas                                        | Finalistas              |
| ------------------ | ----------------------------------------- | ------------------------------------------------- | ----------------------- |
| Alejandro Garnacho | Everton – Manchester United               | Premier League de 2023–24                         | 26 de novembro de 2023  |
| Yassine Benzia     | Argélia – África do Sul                   | FIFA Series de 2024                               | 26 de março de 2024     |
| Denis Omedi        | KCCA FC – Kitara                          | Super 8 de 2024                                   | 6 de agosto de 2024     |
| Outros candidatos  |                                           |                                                   |                         |
| Mohammed Kudus     | West Ham – Freiburg                       | Liga Europa da UEFA de 2023–24                    | 14 de março de 2024     |
| Walter Bou         | Lanús – Tigre                             | Campeonato Argentino de 2024 - Primeira Divisão   | 4 de agosto de 2024     |
| Federico Dimarco   | Internazionale – Frosinone                | Campeonato Italiano de 2023–24 – Primeira Divisão | 12 de novembro de 2023  |
| Jaden Philogene    | Rotherham United – Hull City              | EFL Championship de 2023–24                       | 13 de fevereiro de 2024 |
| Terry Antonis      | Melbourne City – Western Sydney Wanderers | A-League de 2023–24                               | 12 de março de 2024     |
| Michaell Chirinos  | Costa Rica – Honduras                     | Qualificatorias da Copa América de 2024           | 23 de março de 2024     |
| Hassan Al-Haydos   | Catar – China                             | Copa da Ásia de 2023                              | 21 de janeiro de 2024   |
| Paul Onuachu       | Trabzonspor – Konyaspor                   | Süper Lig de 2023–24                              | 10 de novembro de 2023  |

### Prêmio FIFA Marta
As onze jogadoras inicialmente selecionadas para o prêmio foram anunciadas, em 28 de novembro de 2024. Todos os gols considerados foram marcados de 21 de agosto de 2023 a 10 de agosto de 2024.
Marta conquistou o prêmio com 22 pontos.
| Jogador            | Partida                           | Competição                                                           | Data                    |
| Finalistas         | Finalistas                        | Finalistas                                                           | Finalistas              |
| ------------------ | --------------------------------- | -------------------------------------------------------------------- | ----------------------- |
| Marta              | Brasil – Jamaica                  | Partida amistosa                                                     | 1 de junho de 2024      |
| Asisat Oshoala     | Barcelona – Benfica               | Liga dos Campeões Feminina da UEFA de 2023–24                        | 14 de novembro de 2023  |
| Sakina Karchaoui   | França – Suécia                   | Qualificatorias do Campeonato Europeu de Futebol Feminino de 2025    | 12 de julho de 2024     |
| Outros candidatos  |                                   |                                                                      |                         |
| Giuseppina Moraca  | Lazio – Bologna                   | Campeonato Italiano de Futebol Feminino de 2023–24 – Segunda Divisão | 15 de outubro de 2023   |
| Mayra Pelayo       | Estados Unidos – México           | Copa Ouro Feminina da CONCACAF de 2024                               | 27 de fevereiro de 2024 |
| Paulina Krumbiegel | Duisburg – Hoffenheim             | Campeonato Alemão de Futebol Feminino de 2023–24                     | 2 de fevereiro de 2024  |
| Delphine Cascarino | Lyon – Benfica                    | Liga dos Campeões Feminina da UEFA de 2023–24                        | 27 de março de 2024     |
| Beth Mead          | Arsenal – West Ham                | FA Women's Super League de 2023–24                                   | 26 de novembro de 2023  |
| Marina Hegering    | SGS Essen – Wolfsburg             | Campeonato Alemão de Futebol Feminino de 2023–24                     | 29 de janeiro de 2024   |
| Trinity Rodman     | Estados Unidos – Japão            | Futebol nos Jogos Olímpicos de Verão de 2024 - Feminino              | 3 de agosto de 2024     |
| Nina Matejić       | Sérvia Sub-19 – Inglaterra Sub-19 | Campeonato Europeu de Futebol Feminino Sub-19 de 2024                | 17 de julho de 2024     |

### FIFA Fan Award
A premiação celebra os melhores momentos ou gestos dos torcedores de agosto de 2023 a agosto de 2024, independente de campeonato, gênero ou nacionalidade. A lista foi compilada por um painel de especialistas da FIFA. O prêmio foi escolhido por votação pública no site da FIFA, com vitória do brasileiro Guilherme Gandra Moura.
| Torcedor/Fã            | Motivo |
| ---------------------- | --- |
| Guilherme Gandra Moura | Jovem torcedor do jogador Gabriel Pec que conheceu seu ídolo após acordar de coma induzido por epidermólise bolhosa.                                                                                    |
| José Armando           | Um adolescente torcedor do Cruz Azul que morreu de leucemia antes de poder conhecer seus jogadores favoritos.                                                                                           |
| Craig Ferguson         | Um torcedor escocês que caminhou mais de 1 600 quilômetros de Glasgow a Munique antes do Campeonato Europeu de 2024 para arrecadar dinheiro para caridade, arrecadando com sucesso quase 80 000 libras. |

### FIFA Fair Play Award
O Prêmio Fair Play foi decidido por um painel de especialistas. A vitória foi do futebolista brasileiro Thiago Maia.
| Jogador     | Motivo |
| ----------- | --- |
| Thiago Maia | Por seu altruísmo durante as enchentes de 2024 no Rio Grande do Sul, depois que um vídeo o mostrou ajudando uma idosa a evacuar. |

### Seleção do Ano da FIFA (masculino)
77 jogadores foram inicialmente nomeados, em 28 de novembro de 2024.
Cada posição foi baseada no desempenho dos jogadores durante o período de 21 de agosto de 2023 a 10 de agosto de 2024. Todos os usuários registrados no FIFA.com foram autorizados a participar de uma votação pública até 10 de dezembro de 2024, um dia após o anúncio do FIFPRO World XI.
Os jogadores escolhidos foram Emiliano Martínez como goleiro, Dani Carvajal, Antonio Rüdiger, Rúben Dias e William Saliba como zagueiros, Jude Bellingham, Rodri e Toni Kroos como meio-campistas, e Lamine Yamal, Erling Haaland e Vinícius Júnior como atacantes.
| Jogador           | Clube(s)        |
| Goleiro           | Goleiro         |
| ----------------- | --------------- |
| Emiliano Martínez | Aston Villa     |
| Defensores        |                 |
| Dani Carvajal     | Real Madrid     |
| Antonio Rüdiger   | Real Madrid     |
| Rúben Dias        | Manchester City |
| William Saliba    | Arsenal         |
| Meias             |                 |
| Jude Bellingham   | Real Madrid     |
| Rodri             | Manchester City |
| Toni Kroos        | Real Madrid     |
| Atacantes         |                 |
| Lamine Yamal      | Barcelona       |
| Erling Haaland    | Manchester City |
| Vinícius Júnior   | Real Madrid     |

Outros indicados
| Jogador                   | Clube(s)                              |
| Goleiros                  | Goleiros                              |
| ------------------------- | ------------------------------------- |
| Yassine Bounou            | Al-Hilal                              |
| Gianluigi Donnarumma      | Paris Saint-Germain                   |
| Ederson                   | Manchester City                       |
| Andriy Lunin              | Real Madrid                           |
| Mike Maignan              | Milan                                 |
| Giorgi Mamardashvili      | Valencia                              |
| David Raya                | Arsenal                               |
| Unai Simón                | Athletic Bilbao                       |
| Yann Sommer               | Internazionale                        |
| Ronwen Williams           | Mamelodi Sundowns                     |
| Defensores                |                                       |
| Manuel Akanji             | Manchester City                       |
| Alessandro Bastoni        | Internazionale                        |
| Bremer                    | Juventus                              |
| Liberato Cacace           | Empoli                                |
| Dante                     | Nice                                  |
| Alphonso Davies           | Bayern de Munique                     |
| Federico Dimarco          | Internazionale                        |
| Jeremie Frimpong          | Bayer Leverkusen                      |
| Gabriel                   | Arsenal                               |
| Alejandro Grimaldo        | Bayer Leverkusen                      |
| Achraf Hakimi             | Paris Saint-Germain                   |
| Mats Hummels              | - Borussia Dortmund - Roma            |
| Alistair Johnston         | Celtic                                |
| Aymeric Laporte           | Al-Nassr                              |
| Nino                      | - Fluminense - Zenit                  |
| Nicolás Otamendi          | Benfica                               |
| Jonathan Tah              | Bayer Leverkusen                      |
| William Troost-Ekong      | - PAOK - Al-Kholood                   |
| Meias                     |                                       |
| Luciano Acosta            | Cincinnati                            |
| Thiago Almada             | - Atlanta United - Botafogo           |
| Álex Baena                | Villarreal                            |
| Hakan Çalhanoğlu          | Internazionale                        |
| Eduardo Camavinga         | Real Madrid                           |
| Phil Foden                | Manchester City                       |
| Ganso                     | Fluminense                            |
| Takefusa Kubo             | Real Sociedad                         |
| Fermín López              | Barcelona                             |
| Martin Ødegaard           | Arsenal                               |
| Dani Olmo                 | - RB Leipzig - Barcelona              |
| Cole Palmer               | Chelsea                               |
| Christian Pulisic         | Milan                                 |
| Declan Rice               | Arsenal                               |
| James Rodríguez           | - São Paulo - Rayo Vallecano          |
| Fabián Ruiz               | Paris Saint-Germain                   |
| Federico Valverde         | Real Madrid                           |
| Florian Wirtz             | Bayer Leverkusen                      |
| Granit Xhaka              | Bayer Leverkusen                      |
| Atacantes                 |                                       |
| Akram Afif                | Al-Sadd                               |
| Pierre-Emerick Aubameyang | - Olympique de Marseille - Al-Qadsiah |
| Germán Cano               | Fluminense                            |
| Artem Dovbyk              | - Girona - Roma                       |
| Viktor Gyökeres           | Sporting                              |
| Harry Kane                | Bayern de Munique                     |
| Ademola Lookman           | Atalanta                              |
| Lautaro Martínez          | Internazionale                        |
| Kylian Mbappé             | - Paris Saint-Germain - Real Madrid   |
| Lionel Messi              | Inter Miami                           |
| Jamal Musiala             | Bayern de Munique                     |
| Soufiane Rahimi           | Al Ain                                |
| Rodrygo                   | Real Madrid                           |
| Cristiano Ronaldo         | Al-Nassr                              |
| Salomón Rondón            | - River Plate - Pachuca               |
| Bukayo Saka               | Arsenal                               |
| Luis Suárez               | - Grêmio - Inter Miami                |
| Ollie Watkins             | Aston Villa                           |
| Nico Williams             | Athletic Bilbao                       |

### Seleção do Ano da FIFA (feminino)
As jogadoras escolhidas foram Alyssa Naeher como goleira, Lucy Bronze, Naomi Girma, Irene Paredes e Ona Batlle como zagueiras, Gabi Portilho, Patri Guijarro, Lindsey Horan e Aitana Bonmatí como meio-campistas, e Caroline Graham Hansen e Salma Paralluelo como atacantes.
| Jogadora               | Clube(s)              |
| Goleira                | Goleira               |
| ---------------------- | --------------------- |
| Alyssa Naeher          | Chicago Red Stars     |
| Defensoras             |                       |
| Lucy Bronze            | - Barcelona - Chelsea |
| Naomi Girma            | San Diego Wave        |
| Irene Paredes          | Barcelona             |
| Ona Batlle             | Barcelona             |
| Meias                  |                       |
| Gabi Portilho          | Corinthians           |
| Patri Guijarro         | Barcelona             |
| Lindsey Horan          | Lyon                  |
| Aitana Bonmatí         | Barcelona             |
| Atacantes              |                       |
| Caroline Graham Hansen | Barcelona             |
| Salma Paralluelo       | Barcelona             |

Outras indicadas
| Jogadora                  | Clube(s)                                  |
| Goleiras                  | Goleiras                                  |
| ------------------------- | ----------------------------------------- |
| Ann-Katrin Berger         | - Chelsea - NJ/NY Gotham                  |
| Cata Coll                 | Barcelona                                 |
| Mary Earps                | - Manchester United - Paris Saint-Germain |
| Christiane Endler         | Lyon                                      |
| Hannah Hampton            | Chelsea                                   |
| Lorena                    | Grêmio                                    |
| Zećira Mušović            | Chelsea                                   |
| Sandra Paños              | - Barcelona - América                     |
| Kailen Sheridan           | San Diego Wave                            |
| Ayaka Yamashita           | - INAC Kobe Leonessa - Manchester City    |
| Defensoras                |                                           |
| Selma Bacha               | Lyon                                      |
| Nathalie Björn            | - Everton - Chelsea                       |
| CJ Bott                   | Leicester                                 |
| Millie Bright             | Chelsea                                   |
| Kadeisha Buchanan         | Chelsea                                   |
| Ellie Carpenter           | Lyon                                      |
| Jess Carter               | - Chelsea - NJ/NY Gotham                  |
| Steph Catley              | Arsenal                                   |
| Niamh Charles             | Chelsea                                   |
| Ingrid Engen              | Barcelona                                 |
| Emily Fox                 | - NC Courage - Arsenal                    |
| Vanessa Gilles            | Lyon                                      |
| Giulia Gwinn              | Bayern de Munique                         |
| Ashley Lawrence           | Chelsea                                   |
| Tarciane Lima             | - Corinthians - Houston Dash              |
| Katie McCabe              | Arsenal                                   |
| Rafaelle Souza            | Orlando Pride                             |
| Glódís Perla Viggósdóttir | Bayern de Munique                         |
| Meias                     |                                           |
| Teresa Abelleira          | Real Madrid                               |
| Laia Aleixandri           | Manchester City                           |
| Jule Brand                | Wolfsburg                                 |
| Sam Coffey                | Portland Thorns                           |
| Erin Cuthbert             | Chelsea                                   |
| Kenza Dali                | Aston Villa                               |
| Damaris Egurrola          | Lyon                                      |
| Jessie Fleming            | - Chelsea - Portland Thorns               |
| Grace Geyoro              | Paris Saint-Germain                       |
| Manuela Giugliano         | Roma                                      |
| Yui Hasegawa              | Manchester City                           |
| Saki Kumagai              | Roma                                      |
| Sjoeke Nüsken             | Chelsea                                   |
| Quinn                     | Seattle Reign                             |
| Guro Reiten               | Chelsea                                   |
| Sandie Toletti            | Real Madrid                               |
| Keira Walsh               | Barcelona                                 |
| Daniëlle van de Donk      | Lyon                                      |
| Atacantes                 |                                           |
| Adriana                   | Orlando Pride                             |
| Barbra Banda              | - Shanghai Shengli - Orlando Pride        |
| Klara Bühl                | Bayern de Munique                         |
| Mariona Caldentey         | - Barcelona - Arsenal                     |
| Temwa Chawinga            | - Wuhan Jianghan - KC Current             |
| Kadidiatou Diani          | Lyon                                      |
| Melchie Dumornay          | Lyon                                      |
| Lauren Hemp               | Manchester City                           |
| Lauren James              | Chelsea                                   |
| Marie-Antoinette Katoto   | Lyon                                      |
| Racheal Kundananji        | - Madrid CFF - Bay FC                     |
| Kerolin Nicoli            | NC Courage                                |
| Ewa Pajor                 | - Wolfsburg - Barcelona                   |
| Mayra Ramírez             | - Levante - Chelsea                       |
| Trinity Rodman            | Washington Spirit                         |
| Lea Schüller              | Bayern de Munique                         |
| Khadija Shaw              | Manchester City                           |
| Sophia Smith              | Portland Thorns                           |
| Mallory Swanson           | Chicago Red Stars                         |